# دائرة القل
دائرة القل إحدى دوائر ولاية سكيكدة. 
مقرها القل. 
تبلغ مساحتها 228.28 كم² يقطنها 63071 نسمة (أي بكثافة سكانية تقدر بـ 276 نسمة /كم²). 
وتضم كل من بلديات : 
- القل
- بني زيد
- الشرايع